# 西之口站
西之口站（日语：／ Nishinoguchi eki */?）是一個位於日本愛知縣常滑市住吉町四丁目，屬於名古屋鐵道常滑線的鐵路車站。車站編號為TA18。

## 車站構造
可停靠8節編組的島式月台2面4線的地面車站，設有跨站式站房。
| 月台 | 路線   | 方向 | 目的地                 | 備註   |
| ---- | ------ | ---- | ---------------------- | ------ |
| 1    | 常滑線 | 下行 | 中部國際機場方向       | 待避線 |
| 2    | 常滑線 | 下行 | 中部國際機場方向       | 本線   |
| 3    | 常滑線 | 上行 | 太田川、名鐵名古屋方向 | 本線   |
| 4    | 常滑線 | 上行 | 太田川、名鐵名古屋方向 | 待避線 |

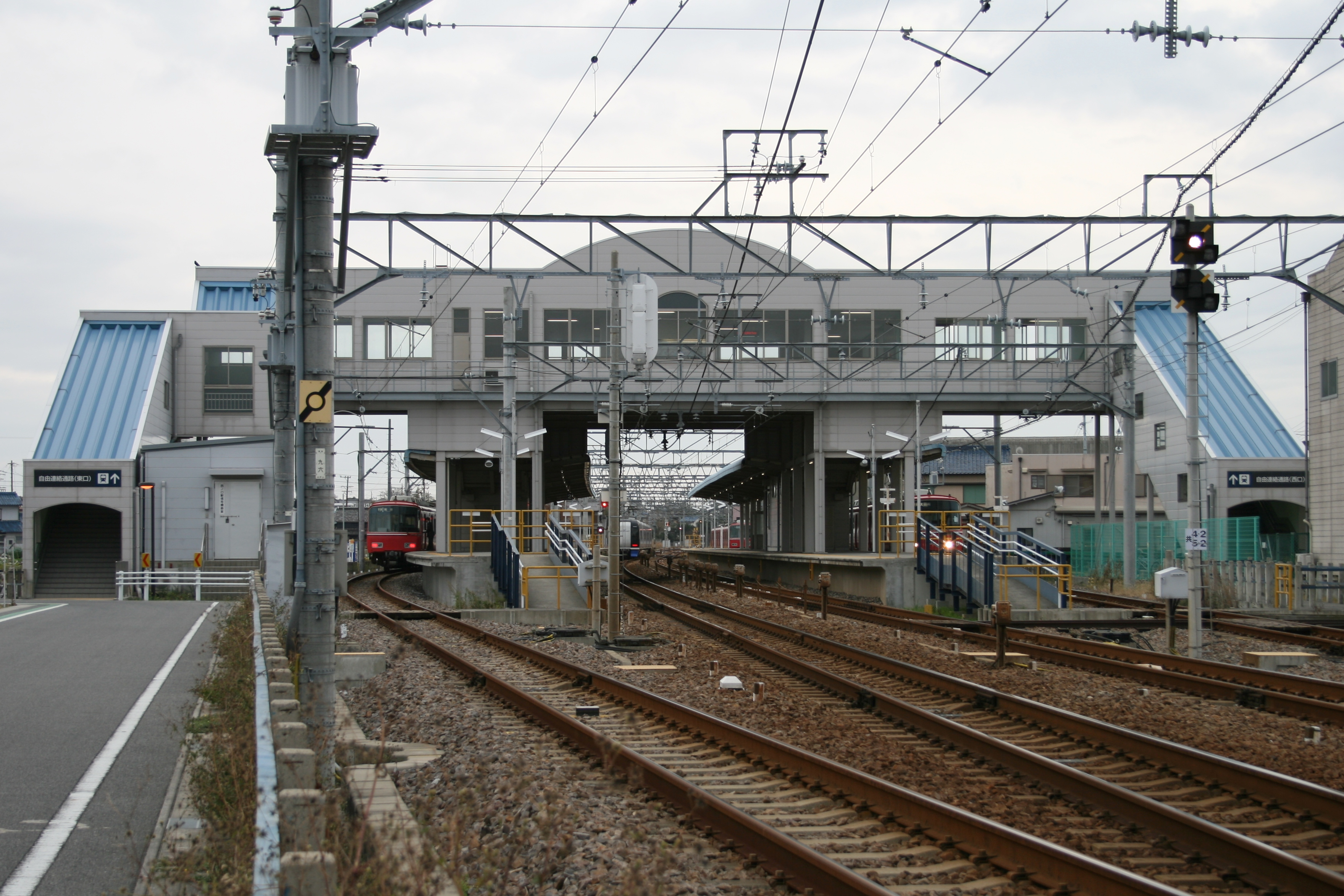
車站北側與待避中車輛（2009年12月）
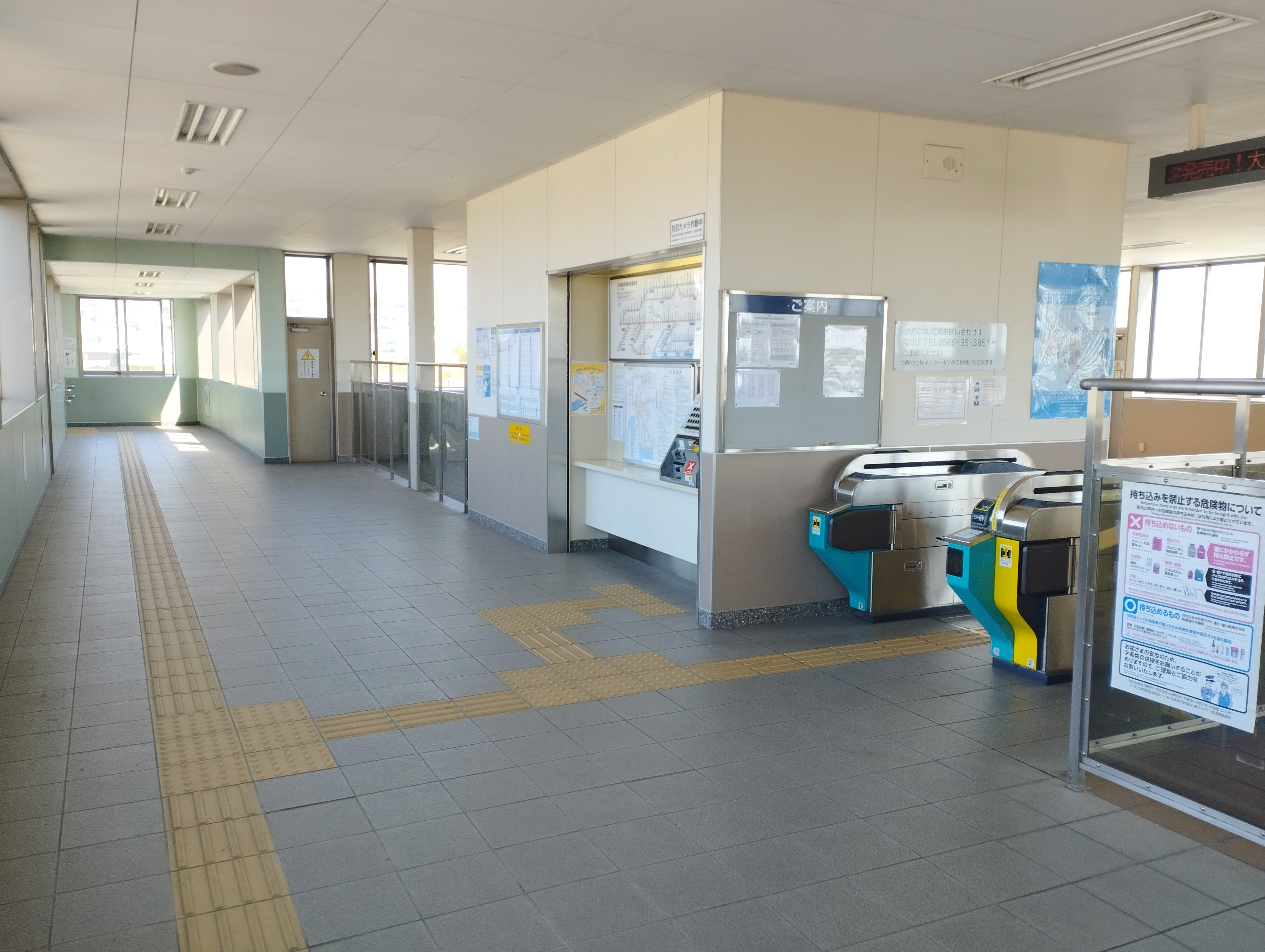
閘口（2023年8月）
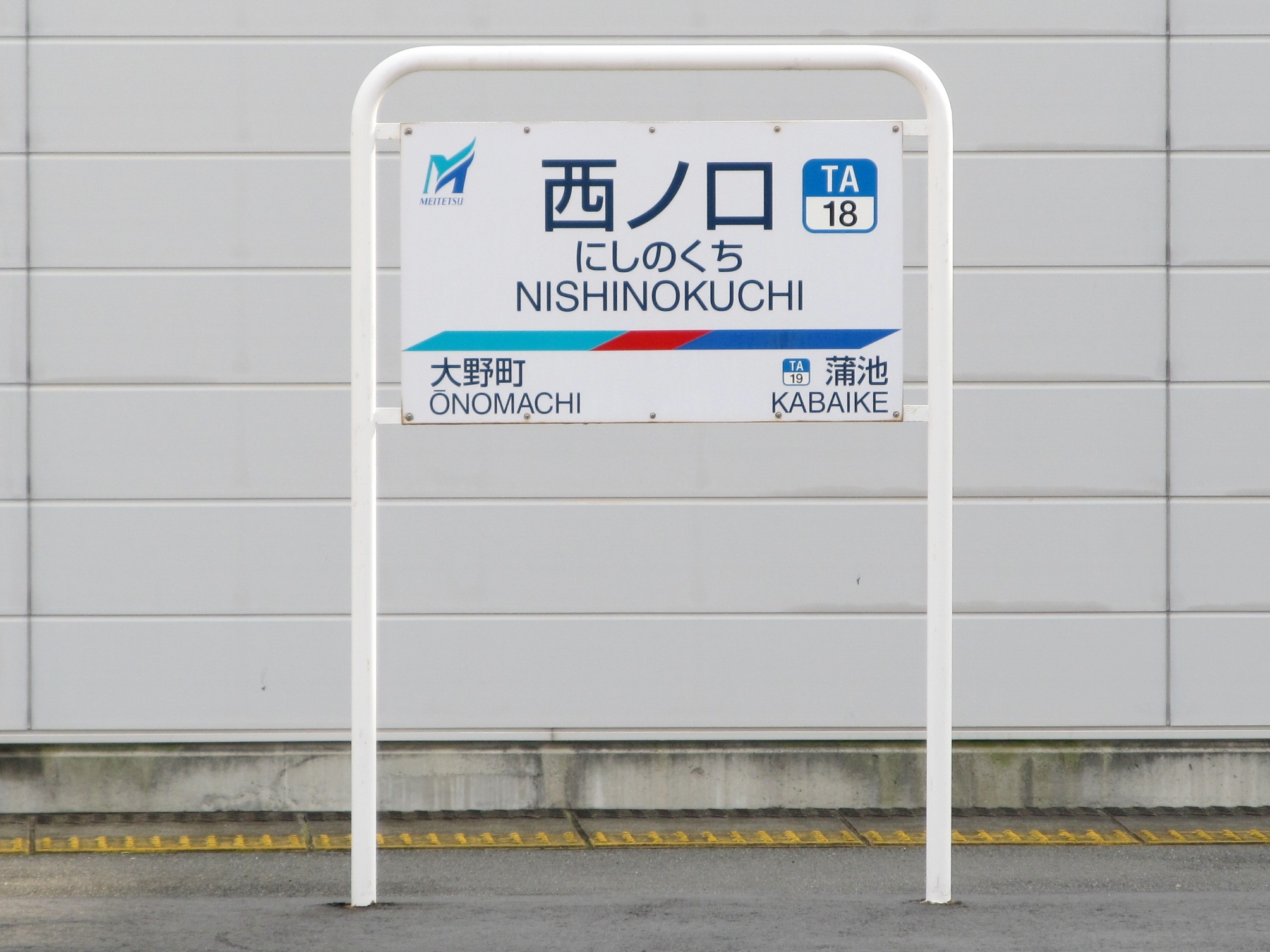
站名牌

### 配線圖
| ← 太田川、 名古屋方向 | 西之口站 構內配線略圖 | → 常滑、 中部國際機場方向 |
| 图例 参考文献：       |                       |                           |

## 使用情況
| 年度               | 1日平均 上下車人次 |
| ------------------ | ------------------ |
| 2002年（平成14年） | 511                |
| 2003年（平成15年） | 493                |
| 2004年（平成16年） | 483                |
| 2005年（平成17年） | 511                |
| 2006年（平成18年） | 563                |
| 2007年（平成19年） | 658                |
| 2008年（平成20年） | 719                |
| 2009年（平成21年） | 726                |
| 2010年（平成22年） | 726                |
| 2011年（平成23年） | 715                |
| 2012年（平成24年） | 741                |
| 2013年（平成25年） | 787                |
| 2014年（平成26年） | 743                |
| 2015年（平成27年） | 791                |
| 2016年（平成28年） | 859                |

## 相鄰車站
名古屋鐵道
 常滑線
□μ-SKY、■特急、□快速急行、■急行、■準急
通過
■急行（只限平日早上下行2班停靠）
大野町（TA17）－西之口（TA18）－（一部分停靠蒲池（TA19））－常滑（TA22）
■普通
大野町（TA17）－西之口（TA18）－蒲池（TA19）

## 外部連結
- 西之口 - 名古屋鐵道